# Meclemburgo do Noroeste
Meclemburgo do Noroeste (em alemão:  Nordwestmecklenburg) é um distrito (kreis ou landkreis) da Alemanha localizado no estado de Meclemburgo-Pomerânia Ocidental.

## Cidades e municípios
| Cidade (livre): | Municípios (livres):         |
| 1. Grevesmühlen | 1. Boltenhagen 2. Insel Poel |

| Ämter (associações municipais): | Ämter (associações municipais): | Ämter (associações municipais): |
| --- | --- | --- |
| - 1. Dorf Mecklenburg-Bad Kleinen 1. Bad Kleinen 2. Barnekow 3. Bobitz 4. Dorf Mecklenburg1 5. Groß Stieten 6. Hohen Viecheln 7. Lübow 8. Metelsdorf 9. Ventschow - 2. Gadebusch 1. Dragun 2. Gadebusch1, 2 3. Kneese 4. Krembz 5. Mühlen Eichsen 6. Roggendorf 7. Rögnitz 8. Veelböken - 3. Grevesmühlen-Land [sede: Grevesmühlen] 1. Bernstorf 2. Börzow 3. Gägelow 4. Mallentin 5. Plüschow 6. Roggenstorf 7. Rüting 8. Testorf-Steinfort 9. Upahl 10. Warnow | - 4. Klützer Winkel 1. Damshagen 2. Hohenkirchen 3. Kalkhorst 4. Klütz1, 2 5. Zierow - 5. Lützow-Lübstorf 1. Alt Meteln 2. Brüsewitz 3. Cramonshagen 4. Dalberg-Wendelstorf 5. Gottesgabe 6. Grambow 7. Klein Trebbow 8. Lübstorf 9. Lützow1 10. Perlin 11. Pingelshagen 12. Pokrent 13. Schildetal 14. Seehof 15. Zickhusen - 6. Neuburg 1. Benz 2. Blowatz 3. Boiensdorf 4. Hornstorf 5. Krusenhagen 6. Neuburg1 | - 7. Neukloster-Warin 1. Bibow 2. Glasin 3. Jesendorf 4. Lübberstorf 5. Neukloster1, 2 6. Passee 7. Warin2 8. Zurow 9. Züsow - 8. Rehna 1. Carlow 2. Dechow 3. Groß Molzahn 4. Holdorf 5. Köchelstorf 6. Königsfeld 7. Nesow 8. Rehna1, 2 9. Rieps 10. Schlagsdorf 11. Thandorf 12. Utecht 13. Vitense 14. Wedendorf - 9. Schönberger Land 1. Dassow2 2. Grieben 3. Groß Siemz 4. Lockwisch 5. Lüdersdorf 6. Menzendorf 7. Niendorf 8. Papenhusen 9. Roduchelstorf 10. Schönberg1, 2 11. Selmsdorf |
| 1sede do 'Amt; 2cidade | | |